# 20433 Prestinenza
20433 Prestinenza (1999 CL12) là một tiểu hành tinh vành đai chính được phát hiện ngày 14 tháng 2 năm 1999 bởi G. Masi ở Ceccano.